# Calyptomerus capensis
Calyptomerus capensis là một loài bọ cánh cứng trong họ Clambidae. Loài này được Peringuey miêu tả khoa học đầu tiên năm 1892.